# Clionaopsis platei
Clionaopsis platei är en svampdjursart som först beskrevs av Thiele 1905.  Clionaopsis platei ingår i släktet Clionaopsis och familjen borrsvampar. Inga underarter finns listade i Catalogue of Life.